# Antonio Dugoni

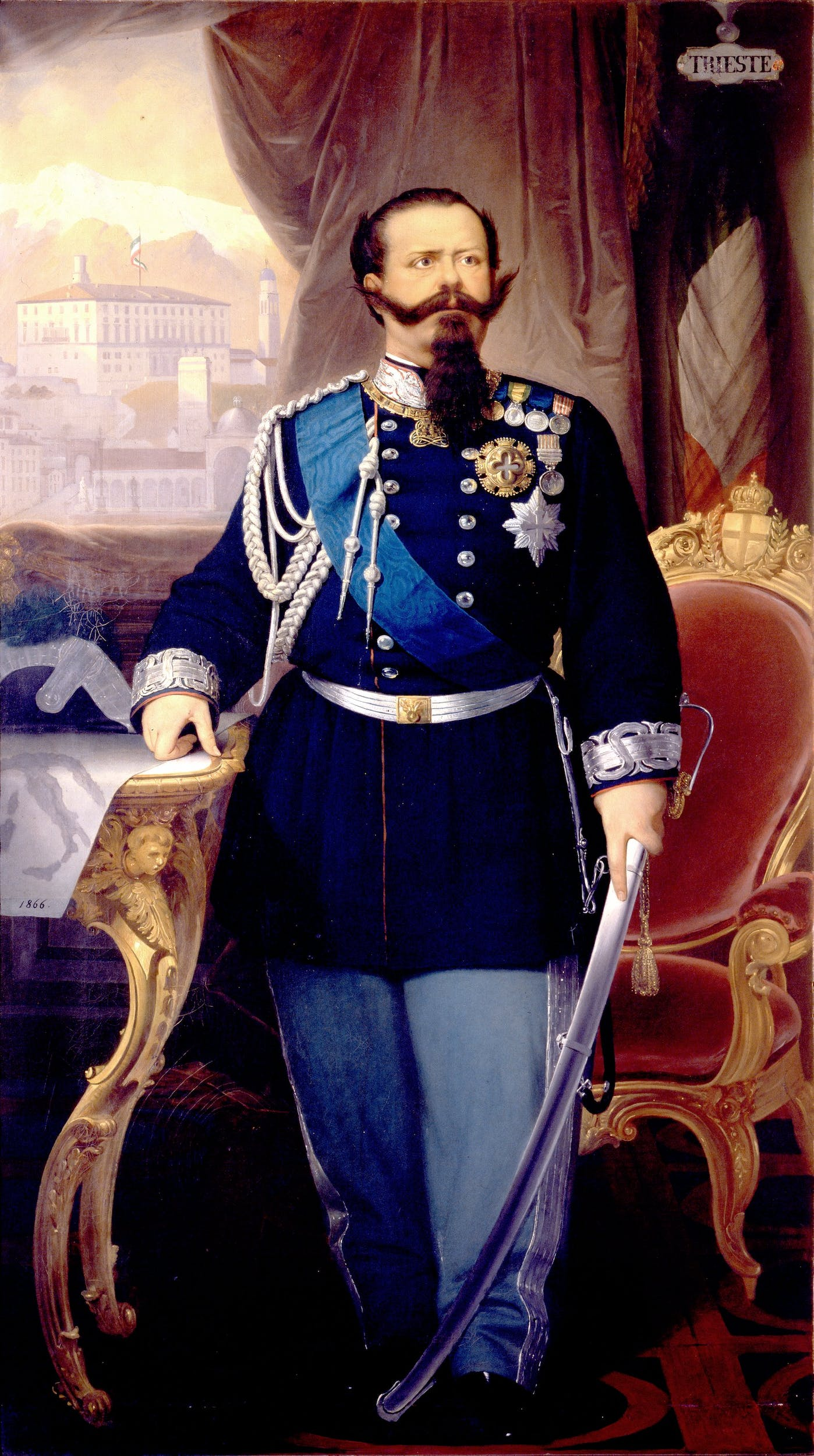
Ritratto di re Vittorio Emanuele II con sullo sfondo immagini della città di Udine, Galleria d'Arte Moderna, Palazzo Pitti, Firenze

Antonio Dugoni (Cividale del Friuli, 1º giugno 1827 – Cividale del Friuli, 9 giugno 1874) è stato un pittore italiano.

## Biografia
Nato da famiglia povera, iniziò gli studi artistici ad Udine nel 1841; fu poi studente all'Accedemia di Venezia, dove ebbe come maestri Ludovico Lipparini, Michelangelo Grigoletti ed Odorico Politi. A Venezia curò il restauro delle collezioni della Duchessa di Berry. Dipinse perlopiù pale d'altare, ritratti e quadri storici.
Dopo una vita di tormenti, Dugoni morì a soli 47 anni, a causa dell'alcohol e della pazzia. Molti dei suoi lavori, che erano conservati a Cividale, furono distrutti durante la prima guerra mondiale.

## Opere
- David, (1847), Galleria internazionale d'arte moderna, Ca' Pesaro, Venezia
- Madonna Addolorata, (1847-1848), Chiesa di San Pietro in Volti, Cividale del Friuli
- Ritratto di re Vittorio Emanuele II, (1866), Galleria d'arte moderna, Palazzo Pitti, Firenze